# Певчий (церковный хор)
Пе́вчий, или певе́ц (греч. ψάλτης, лат. cantor) — в православном богослужении один из активных участников, основная задача которого — петь особые молитвы на клиросе, в составе многолюдного праздничного хора, а в будни, может быть, — самостоятельно.
Во время богослужений певчие поют некоторые псалмы, стихиры, тропари, ирмосы канонов, славословия, молитвенные призывания, христианские молитвы, гимны, прокимены и другие богослужебные песнопения.

## Различные наименования церковных певчих
Старший певчий, который руководит хором, называется — регент, у старообрядцев — головщик. Регента, который не только дирижирует, но и указывает порядок богослужения иногда именуют псаломщиком. Певчий, своевременно раскладывающий богослужебные книги и нотные партитуры молитвенных песнопений, именуется уставщиком. Многие певцы на богослужении выполняют обязанности чтецов.
Чтец-певец, возглашающий перед пением глас и строку запева песнопения, которое вслед за возглашением поёт хор, носит название — канонарх. В Константинопольской православной церкви в средние века существовала должность первого канонарха, который назывался — протоканонарх. В XV веке в России появились государевы певчие дьяки — певчие, получавшие штатное жалованье от государей до учреждения придворной певческой капеллы.

## История
Особые певцы использовались ещё в Ветхозаветном богослужении. С появлением Христианства богослужебные певческие традиции получили особое развитие. Сам Иисус Христос часто пел со своими апостолами:
И, воспев, пошли на гору Елеонскую.(Мк. 14:26)
Также апостол Павел сообщает, что первые христиане готовили к церковному собранию личное молитвенное песнопение (Псалом):
Когда вы сходитесь, и у каждого из вас есть псалом.(1Кор. 14:26)
Позже для церковного пения стали избирать способных благочестивых прихожан, и даже через хиротесию от епископа особо посвящать их на певческое служение. Певцы стали принадлежать ко клиру, вследствие чего их имена включали в список церковнослужителей (греч. εν τψ κανόνι), и называть каноническими певцами (греч. κανονικοί ψάλται, лат. canonici cantores). Чин поставления в церкви канонического певца тот же, что и для поставления во чтеца.
В ряде канонов Православной церкви упоминаются певцы. Согласно 26-му правилу святых апостолов, певцы могли вступать в клир безбрачными. Согласно 75-му правилу Трулльского собора, певцы во время пения не должны употреблять бесчинных воплей, не должны вынуждать из себя противоестественного крика, и не вводить ничего несообразного и несвойственного церкви, но с великим вниманием и умилением приносить псалмопение Богу, назирающему сокровенное. Согласно 15-му правилу Лаодикийского собора кроме певчих, которые входили на амвон и пели по книге, мирянам не разрешалось петь в церкви.
В одном из прошений сугубой ектении и до нашего времени поминаются певчие («поющие»):
Еще́ мо́лимся о плодонося́щих и доброде́ющих во святе́м и всечестне́м хра́ме сем, тружда́ющихся, пою́щих и предстоя́щих лю́дех, ожида́ющих от Тебе́ вели́кия и бога́тыя ми́лости.
Оригинальный текст (греч.)Ἔτι δεόμεθα ὑπέρ τῶν καρποφορούντων καὶ καλλιεργούντων ἐν τῷ ἁγίῳ καὶ πανσέπτῳ ναῷ τούτῳ, κοπιώντων, ψαλλόντων καὶ ὑπέρ τοῦ περιεστῶτος λαοῦ, τοῦ ἀπεκδεχομένου τὸ παρά σοῦ μέγα καὶ πλούσιον ἔλεος.

## Особенности певческого служения
По современной богослужебной практике, церковные певчие — это миряне (без архиерейской хиротесии) и чаще всего — женщины, привлечённые к церковному пению. Более того, на учёбу в регентские отделения и на курсы церковных певчих принимают преимущественно лиц женского пола.
В больших кафедральных соборах на богослужениях может участвовать несколько хоров, которые размещаются на специальных балконах, клиросах, или же стоять среди собравшихся прихожан. Попеременное пение двух, и большего количества хоров, часто именуют антифонным пением.